# Gare de Manosque - Gréoux-les-Bains
Gare de Manosque - Gréoux-les-Bains vasútállomás Franciaországban, Manosque településen.

## Vasútvonalak
Az állomást az alábbi vasútvonalak érintik:
- Lyon-Perrache-Grenoble-Marseille-vasútvonal

## Kapcsolódó állomások
A vasútállomáshoz az alábbi állomások vannak a legközelebb:
- Gare de Meyrargues
- Gare de La Brillanne - Oraison